# Соломенников, Андрей Александрович
Андре́й Алекса́ндрович Соломе́нников (род. 10 июня 1987, Устинов) — российский шоссейный велогонщик, на профессиональном уровне выступает начиная с 2013 года. В составе таких команд как «Катюша», «Итера-Катюша» и «Русвело» неоднократно становился победителем и призёром престижных шоссейных гонок. На соревнованиях представляет Удмуртскую республику, мастер спорта международного класса.

## Биография
Андрей Соломенников родился 10 июня 1987 года в городе Ижевске, Удмуртия. Активно заниматься велоспортом начал в раннем детстве, проходил подготовку в местной детско-юношеской спортивной школе, тренировался под руководством тренера М. Г. Ведерникова. Состоял в Спортивном клубе Вооружённых сил Российской Федерации.
Первого серьёзного успеха в шоссейном велоспорте добился в 2005 году, когда на чемпионате Европы среди юниоров в Москве завоевал серебряную медаль в групповой гонке, пропустив вперёд лишь соотечественника Ивана Ровного, а также занял четвёртое место в индивидуальной гонке с раздельным стартом. На юниорском чемпионате мира при этом выступил неудачно, показал двадцать седьмой результат в групповой дисциплине и шестьдесят пятый в индивидуальной. Позже участвовал в многодневной гонке «Джиро ди Базиликата» в Италии, попал в число призёров на нескольких этапах, тогда как в генеральной классификации разместился на второй строке, уступив латышу Гатису Смукулису.
В 2006 и 2007 годах Соломенников продолжил принимать участие в юниорских международных гонках в Европе: проехал «Джиро дель Канавезе», «Джиро ди Тоскана», «Тур итальянских регионов», одержал победу на «Гран-при Сан-Джузеппе», закрыл десятку сильнейших на «Гран-при Португалии». В 2008 году присоединился к континентальному фарм-клубу «Катюши», в его составе занял четвёртое место в общем зачёте «Гран-при Португалии», побывал на чемпионате мира в Швейцарии, выступил в престижной гонке «Тур де л'Авенир» во Франции. Начиная с 2010 года состоял в команде «Итера-Катюша», победил в гонке «Коппа делла Паче», показал достойные результаты в генеральных классификациях таких гонок как «Сиркуит дез Арденн Интернасьональ», «Тур Бретани», «Тур дю Луар-э-Шер», «Пять колец Москвы».
Дебют Андрея Соломенникова на профессиональном уровне состоялся в 2013 году, когда в групповой гонке он завоевал бронзовую медаль на шоссейном чемпионате России и подписал контракт с российской профессиональной командой «Русвело». Сезон 2014 года получился одним из самых успешных в его спортивной карьере, последовали победы на «Мемориале Олега Дьяченко», «Пяти кольцах Москвы», занял восьмое место в генеральной классификации в «Гран-при Сочи», закрыл десятку сильнейших в гонке высшей категории «Тур Люксембурга», дебютировал в гонке мирового тура, съездив на «Тур Польши».
За выдающиеся спортивные достижения удостоен почётного звания «Мастер спорта России международного класса».